# Stazione di Nizza-Pont-Michel
La stazione di Nizza-Pont-Michel (in francese gare de Nice-Pont-Michel) è una stazione ferroviaria posta sulla linea Nizza-Breglio. Serve Roquebillière quartiere di Nizza.

## Storia
La stazione fu inaugurata il 1 settembre 2014.

## Strutture e impianti
La stazione è composta da un fabbricato viaggiatori e da tre binari.